# Sergei Alexejewitsch Dorofejew
Sergei Alexejewitsch Dorofejew (russisch Сергей Алексеевич Дорофеев; * 26. August 1986 in Moskau, Russische SFSR) ist ein russischer Eishockeyspieler, der seit 2018 beim ASC Corona 2010 Brașov in der multinationalen Ersten Liga unter Vertrag steht.

## Karriere
Sergei Dorofejew begann seine Karriere als Eishockeyspieler in seiner Heimatstadt in der Nachwuchsabteilung von Krylja Sowetow Moskau, für dessen Profimannschaft er in der Saison 2003/04 sein Debüt in der Wysschaja Liga, der zweiten russischen Spielklasse, gab. In der Saison 2005/06 stieg der Verteidiger mit Krylja Sowetow in die Superliga auf, aus der er in der folgenden Spielzeit jedoch mit seinem Team den direkten Wiederabstieg hinnehmen musste. Nach einer weiteren Spielzeit in der Wysschaja Liga, schloss er sich zur Saison 2008/09 dem HK MWD Balaschicha aus der neu gegründeten Kontinentalen Hockey-Liga an. In seiner Premierenspielzeit in der KHL erzielte er in 30 Spielen je ein Tor und eine Vorlage. Auch die Saison 2009/10 begann er beim HK MWD, für den er jedoch nur drei Mal in der KHL spielte. Die gesamte restliche Spielzeit verbrachte er als Stammspieler beim Zweitligisten THK Twer.
In der Saison 2010/11 stand Dorofejew für den HK Sarow in der neuen zweiten russischen Spielklasse, der Wysschaja Hockey-Liga, auf dem Eis. Zur folgenden Spielzeit wurde er vom KHL-Teilnehmer Amur Chabarowsk verpflichtet. Bei diesem blieb er in 16 Spielen punkt- und straflos, ehe sein Vertrag im Dezember 2011 vorzeitig aufgelöst wurde.
Zwischen Dezember 2011 und 2014 spielte er für Toros Neftekamsk und den THK Twer in der zweiten Liga, ehe er im September 2014 von  Metallurg Nowokusnezk verpflichtet wurde. Kurz nach Beginn der Saison 2015/16 wurde er zusammen mit Roman Berdnikow im Tausch gegen Ignat Semtschenko an Sewerstal Tscherepowez abgegeben.
Ab August 2016 stand Dorofejew beim HK Njoman Hrodna in der belarussischen Extraliga unter Vertrag und gewann mit diesem 2017 den belarussischen Meistertitel. Zudem wurde er als bester Verteidiger der Extraliga ausgezeichnet.

## Erfolge und Auszeichnungen
- 2006 Aufstieg in die Superliga mit Krylja Sowetow Moskau
- 2012 Meister der Wysschaja Hockey-Liga mit den Toros Neftekamsk
- 2017 Belarussischer Meister mit dem HK Njoman Hrodna
- 2017 Bester Verteidiger der belarussischen Extraliga

## KHL-Statistik
(Stand: Ende der Saison 2010/11)